# Cardamine pseudowasabi
Cardamine pseudowasabi là một loài thực vật có hoa trong họ Cải. Loài này được H.Shin & Y.D. Kim mô tả khoa học đầu tiên năm 2008.